# Internationale luchthaven Koning Abdoel Aziz
De Internationale luchthaven Koning Abdoel Aziz (Arabisch: مطار الملك عبدالعزيز الدولي; Engels: King Abdulaziz International Airport) is een luchthaven 19 km ten noorden van Jeddah in Saoedi-Arabië. De luchthaven, vernoemd naar Koning Abdoel Aziz al Saoed, is het drukste vliegveld van het land en het op twee na grootste van het koninkrijk. In 2015 waren er meer dan 30 miljoen passagiers die van de luchthaven gebruik maakten, en waren er 208.209 vliegbewegingen.
Het vliegveld heeft een terminal die speciaal is gebouwd voor Hadj-pelgrims die naar het nabijgelegen Mekka reizen. Deze terminal kan door zijn volume en ontwerp 80.000 passagiers tegelijk verwerken.
Op het 15 km² groot vliegveldterrein bevindt zich eveneens de Luchtbasis Prins Abdullah van de Koninklijke Saoedische luchtmacht.
Werk aan de luchthaven begon in 1974 en werd afgerond in 1980. De officiële opening volgde in april 1981, de ingebruikname op 31 mei 1981. Voor een betere ontsluiting van de luchthaven en een ontlasting van het wegverkeer is een hogesnelheidsspoorweg in aanbouw die de luchthaven verbindt met Jeddah en Mekka in het zuiden en Koning Abdullahstad en Medina in het noorden. De spoorlijn is gepland in 2018 te openen.
- Library of Congress Control Number: n93015355
- Virtual International Authority File: 158421749